# ЮСО (группа сортов конопли посевной)
ЮСО (Южносозревающая однодомная, также Золотоноша, Золотоношская или Zolo) — группа однодомных южных сортов конопли посевной с низким (<0,06 %) содержанием ТГК. Наиболее популярные сорта — 'Золотоноша-13', 'ЮСО-14' и 'ЮСО-31' — отличаются невысоким ростом (до 1,5 м) большой массой семян (1000 шт = 8,8; 10,0; 9,8 г соответственно) и высоким (до 30 %) выходом масла конопляного.
Сорта ЮСО выведены и распространяются Институтом лубяных культур (Украина). Одним из селекционеров являлся Вячеслав Вировец.
Сорта 'ЮСО-31', 'ЮСО-14', 'Золотоноша 15', 'Золотоноша 11', 'Глера' занесены в государственный Реестр сортов растений Украины, четыре — в Реестр Канады ('Золотоноша 11', 'Золотоноша 15', 'ЮСО-14' и 'ЮСО-31') и два — в Реестр сортов растений стран ЕС ('ЮСО-31' и 'ЮСО-14').
Высеваются на Украине (Полтавская, Сумская, Черкасская обл.), в Канаде, США, Австралии и многих странах Европы.